# Echte miereneters
De echte miereneters (Myrmecophagidae) zijn een familie van zoogdieren die voorkomen in Midden- en Zuid-Amerika. De wetenschappelijke naam van de familie werd in 1825 gepubliceerd door John Edward Gray. De dwergmiereneters werden vroeger ook tot de Myrmecophagidae gerekend, maar worden nu in een aparte familie Cyclopedidae geplaatst.

## Geslachten en soorten
De familie telt 3 levende soorten in 2 geslachten.
- Geslacht: Neotamandua †
- Geslacht: Promyrmecophagus †
- Geslacht: Protamandua †
- Geslacht: Myrmecophaga (Reuzenmiereneters)
  - Soort: Myrmecophaga tridactyla (Reuzenmiereneter)
- Geslacht: Tamandua (Boommiereneters)
  - Soort: Tamandua mexicana (Noordelijke boommiereneter)
  - Soort: Tamandua tetradactyla (Zuidelijke boommiereneter)